# Poian, Covasna
Poian (maghiară Kézdiszentkereszt) este satul de reședință al comunei cu același nume din județul Covasna, Transilvania, România. Se află în partea de nord-est a județului, în Depresiunea Târgu Secuiesc.

## Așezare
Localitatea Poian este situată în partea nord-estică a județului, la poalele Munților Bodoc, pe Drumul Județean 114, Târgu Secuiesc-Lemnia.

## Scurt istoric
Săpăturile arheologice făcute în această zonă au demonstrat existența omului aici încă din cele mai vechi timpuri. Pe locul numit "Bolygó" s-au descoperit fragmente de vase din perioada preistorică. Între anii 1963 și 1967 au fost făcute mai multe săpături în punctul numit "Panta de Piatră", unde s-a descoperit o așezare locuită în mai multe perioade, ce conținea un mormânt de inhumație aparținând culturii Ciomortan, elemente ale culturii Wietenberg și un nivel de locuire Noua. Așezarea Noua a fost suprapusă întâi de o așezare dacică de la începutul epocii La Tené și apoi de două așezări din evul mediu timpuriu, prima din secolul al VI-lea și cealaltă din sec. IX-X. Pe teritoriul satului au mai fost descoperite fragmente de vase specifice culturii Ariușd-Cucuteni, o secure de cupru din epoca timpurie a bronzului, unelte din corn de cerb, o seceră de bronz și o daltă din epoca bronzului, un târnăcop de fier din epoca romană și un sestreț din timpul împăratului Traian. Prima atestare documentară datează din anul 1332.

## Economie
Activitatea de bază a acestei localități este agricultura (cultivarea cerealelor, cartofului), creșterea animalelor dar și cioplitul pietrei, o îndeletnicire mai veche a meșterilor locali.

## Atracții turistice
- Biserica ortodoxă, secolul al XVIII-lea